# Stenogyne sessilis
Stenogyne sessilis är en kransblommig växtart som beskrevs av George Bentham. Stenogyne sessilis ingår i släktet Stenogyne och familjen kransblommiga växter. Inga underarter finns listade i Catalogue of Life.